# 환초

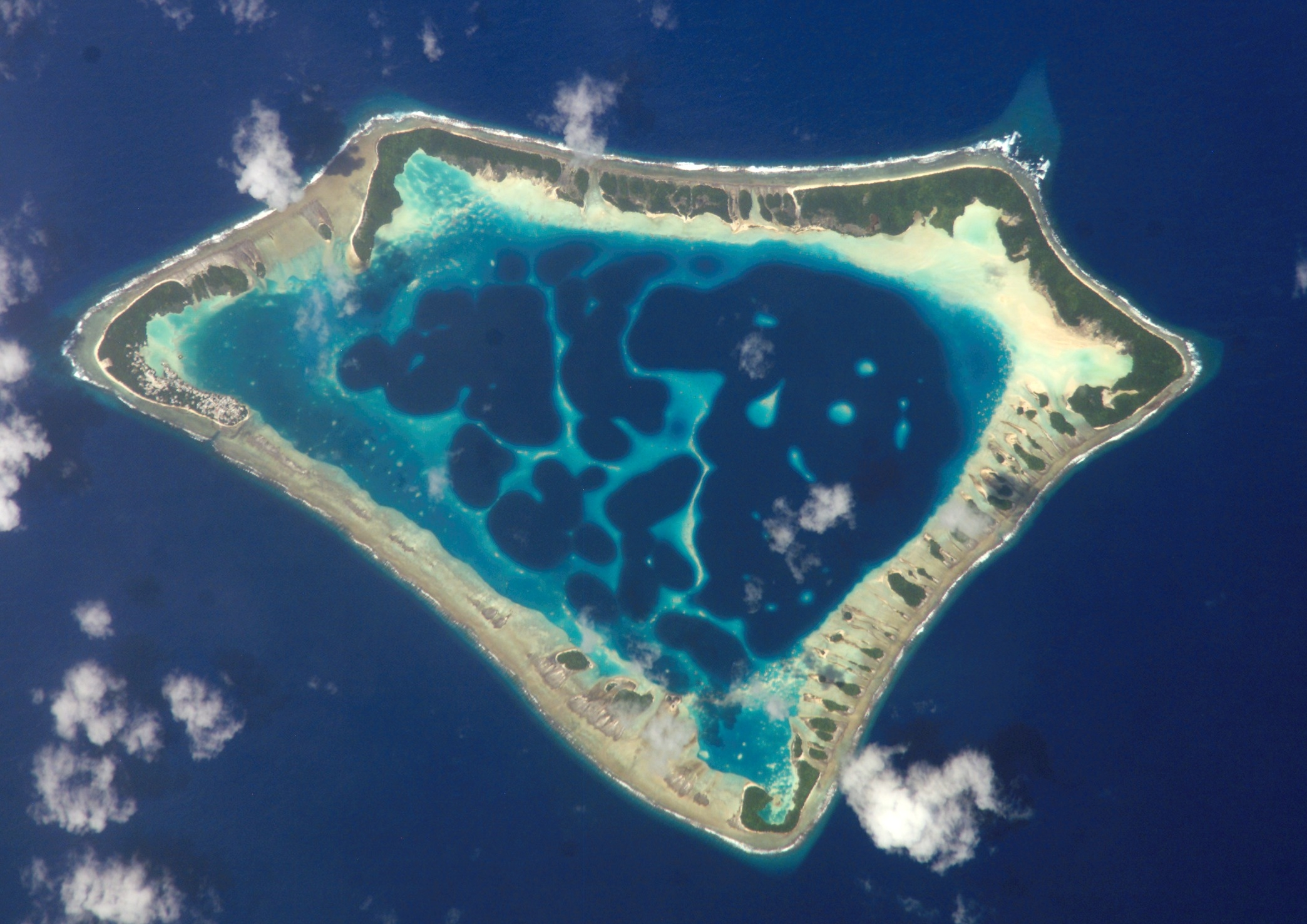
아타푸 섬의 환초.

환초(環礁) 혹은 산호섬(珊瑚─)은 산호에 의해 둘러싸인 반지 모양의 산호초를 이른다. 안쪽은 얕은 바다를 이루고 바깥쪽은 외양에 면하는 것이 보통이다. 환초는 산호가 발달할 수 있는 바다와 바다의 따뜻한 열대 또는 아열대 지역에 위치하고 있다. 전 세계 약 440개 환초의 대부분은 태평양에 있다.
환초의 발달을 설명하기 위해 두 가지 서로 다른 잘 인용된 모델인 침하 모델과 선행 카르스트 모델이 사용되었다. 찰스 다윈의 침강 모델에 따르면 환초의 형성은 산호초가 형성된 화산섬이 가라앉는 것으로 설명된다. 지질학적 시간이 지나면서 화산섬은 바다 표면 아래로 완전히 가라앉으면서 멸종되고 침식된다. 화산섬이 가라앉으면서 산호초는 섬에서 분리된 보초가 된다. 결국 암초와 그 위에 있는 작은 산호섬만이 원래 섬에 남아 있었고 석호는 이전 화산 자리를 차지했다. 석호는 이전의 화산 분화구가 아니다. 환초가 지속되기 위해서는 산호초가 해수면에 유지되어야 하며 산호의 성장은 해수면의 상대적인 변화(섬의 가라앉음 또는 해수면 상승)와 일치해야 한다.
선행 카르스트 모델이라고 불리는 환초의 기원에 대한 대체 모델은 J. E. 호프마이스터에 의해 처음 제안되었고 나중에 E. G. 프루디에 의해 개정되었으며 A. W. 드록슬러 등이 다양한 환초의 지진 반사 및 드릴홀 데이터를 편집하여 평가하고 수정했다. 선행 카르스트 모델에서 환초 형성의 첫 번째 단계는 해수면 아래 화산 또는 비화산 기원의 해양 섬이 가라앉는 동안 평평한 꼭대기, 둔덕 같은 산호초가 발달하는 것이다. 그러다가 상대적인 해수면이 산호초의 평평한 표면보다 낮아지면 평평한 꼭대기 섬으로 대기에 노출되고, 강우에 의해 용해되어 석회암 카르스트가 형성된다. 이 카르스트 지형의 수문학적 특성으로 인해 노출된 산호의 용해 속도는 가장자리를 따라 가장 낮으며 용해 속도는 섬 중앙에서 최대로 증가한다. 그 결과 테두리가 솟아오른 접시 모양의 섬이 형성된다. 상대적인 해수면이 섬을 다시 물에 잠기게 되면, 가장자리는 산호가 다시 자라서 환초의 섬을 형성하는 암석 중심을 제공하고, 접시의 물에 잠긴 바닥은 그 안에 석호를 형성한다.

## 분포와 규모
| 이름                                                   | 좌표                                                  | 위치                             | 면적 (km2) | 비고                            |
| ------------------------------------------------------ | ----------------------------------------------------- | -------------------------------- | ---------- | ------------------------------- |
| Great Chagos Bank                                      | 남위 6° 10′ 동경 72° 00′ / 남위 6.17° 동경 72.00°     | 인도양                           | 12,642     | 토지 면적 4.5 km2               |
| Reed Bank                                              | 북위 11° 27′ 동경 116° 54′ / 북위 11.45° 동경 116.90° | 스프래틀리 군도                  | 8,866      | Submerged, at shallowest 9 m    |
| 메이클즈필드 천퇴                                      | 북위 16° 00′ 동경 114° 30′ / 북위 16.00° 동경 114.50° | 남중국해                         | 6,448      | Submerged, at shallowest 9.2 m  |
| North Bank (Ritchie Bank, north of Saya de Malha Bank) | 남위 9° 04′ 동경 60° 12′ / 남위 9.07° 동경 60.20°     | North of en:Saya de Malha Bank   | 5,800      | Submerged, at shallowest <10 m  |
| Rosalind Bank                                          | 북위 16° 26′ 서경 80° 31′ / 북위 16.43° 서경 80.52°   | 카리브                           | 4,500      | Submerged, at shallowest 7.3 m  |
| Thiladhunmathi (Boduthiladhunmathi)                    | 북위 6° 44′ 동경 73° 02′ / 북위 6.73° 동경 73.04°     | 몰디브                           | 3,850      | 토지 면적 51 km2                |
| 체스터필드 제도                                        | 남위 19° 21′ 동경 158° 40′ / 남위 19.35° 동경 158.66° | 누벨칼레도니                     | 3,500      | 토지 면적 <10 km2               |
| Huvadhu Atoll                                          | 북위 0° 30′ 동경 73° 18′ / 북위 0.50° 동경 73.30°     | 몰디브                           | 3,152      | 토지 면적 38.5 km2              |
| 추크 제도                                              | 북위 7° 25′ 동경 151° 47′ / 북위 7.42° 동경 151.78°   | Chuuk, FSM                       | 3,152      | [ 2 ]                           |
| Sabalana Islands                                       | 남위 6° 45′ 동경 118° 50′ / 남위 6.75° 동경 118.83°   | 인도네시아                       | 2,694      |                                 |
| Nukuoro atoll                                          | 북위 3° 51′ 동경 154° 56′ / 북위 3.85° 동경 154.94°   | Pohnpei, FSM                     | 40         | 토지 면적 1.7 km2 in 40 islets  |
| Lihou Reef                                             | 남위 17° 25′ 동경 151° 40′ / 남위 17.42° 동경 151.67° | 산호해                           | 2,529      | 토지 면적 1 km2                 |
| Bassas de Pedro                                        | 북위 13° 05′ 동경 72° 25′ / 북위 13.08° 동경 72.42°   | 락샤드위프 제도, 인도            | 2,474      | Submerged, at shallowest 16.4 m |
| Ardasier Bank                                          | 북위 7° 43′ 동경 114° 15′ / 북위 7.71° 동경 114.25°   | 스프래틀리 군도                  | 2,347      | Cay on the south side?          |
| 콰잘레인 환초                                          | 북위 9° 11′ 동경 167° 28′ / 북위 9.19° 동경 167.47°   | 마셜 제도                        | 2,304      | 토지 면적 16.4 km2              |
| Diamond Islets Bank                                    | 남위 17° 25′ 동경 150° 58′ / 남위 17.42° 동경 150.96° | 산호해                           | 2,282      | 토지 면적 <1 km2                |
| Namonuito Atoll                                        | 북위 8° 40′ 동경 150° 00′ / 북위 8.67° 동경 150.00°   | Chuuk, FSM                       | 2,267      | 토지 면적 4.4 km2               |
| Ari Atoll                                              | 북위 3° 52′ 동경 72° 50′ / 북위 3.86° 동경 72.83°     | 몰디브                           | 2,252      | 토지 면적 69 km2                |
| Maro Reef                                              | 북위 25° 25′ 서경 170° 35′ / 북위 25.42° 서경 170.59° | en:Northwestern Hawaiian Islands | 1,934      |                                 |
| 랑이로아 환초                                          | 남위 15° 08′ 서경 147° 39′ / 남위 15.13° 서경 147.65° | 투아모투 제도                    | 1,762      | 토지 면적 79 km2                |
| Kolhumadulhu Atoll                                     | 북위 2° 22′ 동경 73° 07′ / 북위 2.37° 동경 73.12°     | 몰디브                           | 1,617      | 토지 면적 79 km2                |
| Kaafu Atoll (North Malé Atoll)                         | 북위 4° 25′ 동경 73° 30′ / 북위 4.42° 동경 73.50°     | 몰디브                           | 1,565      | 토지 면적 69 km2                |
| Ontong Java                                            | 남위 5° 16′ 동경 159° 21′ / 남위 5.27° 동경 159.35°   | 솔로몬 제도                      | 1500       | 토지 면적 12 km2                |

## 같이 보기
- 카핑아마랑이 환초